# 長沢駿
長沢 駿（ながさわ しゅん、1988年8月25日 - ）は、静岡県静岡市出身のプロサッカー選手。Jリーグ・京都サンガF.C.所属。ポジションはフォワード（センターフォワード）。

## 来歴

### プロ入り前
小学生の頃から長身フォワードとして頭角を現し選抜チーム清水FCのストライカーであった。地元の清水エスパルスジュニアユースに入団し、ジュニアユース時代にはフォワードではなくボランチとしてプレーした。ユースの2年時、Jユースサハラカップ2005で優勝し自身は得点王に輝いた。

### 清水エスパルス
2007年にトップ昇格するも2010年までの4年間はほとんど出場機会を得られなかった。2011年、ロアッソ熊本に期限付き移籍しリーグ戦8得点を記録。その後は2012年に京都サンガF.C.、2013年に松本山雅FCへ期限付き移籍し出場機会を積んだ。
2014年に清水に復帰。開幕戦から先発出場機会を得て、公式戦5戦連続ゴールを記録するなど活躍を続けていた矢先の4月19日、J1第8節・徳島戦で右膝前十字靭帯断裂（全治8ヶ月）の大怪我を負い戦線離脱。当初はシーズン中の復帰が絶望視されたが、J1第33節・柏戦で途中出場から公式戦復帰を果たし、更にはゴールも記録した。

### ガンバ大阪
2015年7月8日、プロ入り時の清水の監督であった長谷川健太が率いるガンバ大阪に完全移籍で加入。長沢は清水の選手として同年のJリーグカップに出場していたため、移籍後は同大会に出場することはできなかった。加入当初はほとんど出場機会がなかったが、J1.2nd第14節・浦和戦で移籍後初ゴールを決めると、初の先発出場となったCS決勝第1戦では試合には敗れるも先制ゴールを決めた。天皇杯準々決勝・鳥栖戦、準決勝・広島戦ではいずれも途中出場でダメ押しゴールを決める活躍を見せた。
2016年シーズンは開幕から主に先発出場を続けるも、5月26日の練習中に左大腿ハムストリング肉離れを起こしチームを離脱。復帰後は交代出場がメインとなったが、8月に出場時間130分で4得点の成績を収めたほか、J1・2nd第10節・湘南戦でのボレーシュートによるゴールが評価され、同月度の月間MVPと月間ベストゴールを受賞した。終盤戦では再び先発に返り咲きリーグ戦通算で9得点を記録、日本代表監督のヴァイッド・ハリルホジッチから会見で「長沢という選手も私から挙げさせてほしい。この選手も面白い選手だ」と名前を挙げられるなど 飛躍の一年となった。
2017年は自身初のリーグ戦全試合出場、シーズン2桁得点を達成した。
2018年はルヴァンカップにおいて、4月4日のグループステージ第3節・名古屋戦で1試合4得点（ハットトリック）を達成するなど、得点ランキング首位の7得点を記録する活躍を見せたが、リーグ戦では1ゴールにとどまった。

### ヴィッセル神戸
2018年夏の移籍期間にて、G大阪が獲得オファーを出していたヴィッセル神戸・渡邉千真の交換相手として神戸側が長沢を要求。それをG大阪側が承諾 し8月13日、神戸への期限付き移籍加入が発表された。
移籍後2試合目の出場となった8月26日のJ1第24節・横浜FM戦では、元スペイン代表のアンドレス・イニエスタの浮き球パスを外したシーンをスペインメディアの「アス」にネガティブな形で取り上げられた。翌節・札幌戦で移籍後初ゴールを記録したが、神戸での得点はこの1点のみに終わり、10月以降は公式戦出場機会も無かった。

### ベガルタ仙台
2019年、ベガルタ仙台に完全移籍で加入。2年間でリーグ戦64試合に出場し、1年目は7得点、2年目は9得点といずれもチームトップの成績を残したほか、2020年11月14日の第27節・G大阪戦ではハットトリックの活躍を収め、最下位に沈んでいたチームをリーグ戦18試合ぶりの勝利に導いた。

### 大分トリニータ
2021年、大分トリニータに完全移籍で加入。シーズン序盤戦こそコンスタントに得点を続けたが、次第に戦術の変化や不慣れなポジションを任された影響で途中出場の割合が増加。リーグ戦4得点にとどまった。
2022年はチームの降格に伴い、自身9年ぶりのJ2でのプレーとなった。負傷の影響もあり公式戦26試合出場にとどまったが、3年ぶりに公式戦2ケタ得点（11点）をマークするなど結果を残した。中でも9月24日のJ2第38節・甲府戦では59分に途中出場から約2ヶ月ぶりに公式戦復帰を果たすと、1-1で迎えた試合終了間際に決勝点となるゴールを決める活躍を見せた。
2023年シーズンをもって契約満了となったが、2024年1月21日に大分との再契約が発表された。なお、前年まで着用していた背番号20はルーキーの木許太賀が使用するため、背番号は93に変更となった。同シーズンは6得点をあげチームトップスコアラーとして活躍。しかし同年11月20日、再び契約満了が発表され大分を退団する事となった。

### 京都サンガF.C.復帰
2025年、京都サンガF.C.に加入。自身4年ぶりのJ1でのプレー、及び13年振りの京都復帰となった。

## 人物・エピソード
- 2012年1月6日に静岡県在住の女性と入籍[23]。
- 2024年に大分と再契約した際の背番号93は、清水FCでサッカーを始めた頃に背負っていた番号[24]。

## 所属クラブ
- 飯田ファイターズ
- 2001年 - 2003年 清水エスパルスジュニアユース（清水飯田中学校）
- 2004年 - 2006年 清水エスパルスユース（静岡学園高校）
- 2007年 - 2015年6月 清水エスパルス
  - 2011年 ロアッソ熊本（期限付き移籍）
  - 2012年 京都サンガF.C.（期限付き移籍）
  - 2013年 松本山雅FC（期限付き移籍）
- 2015年7月 - 2018年 ガンバ大阪
  - 2018年8月 - 同年12月 ヴィッセル神戸（期限付き移籍）
- 2019年 - 2020年 ベガルタ仙台
- 2021年 - 2024年 大分トリニータ
- 2025年 - 京都サンガF.C.

## 個人成績
| 国内大会個人成績 | 国内大会個人成績 | 国内大会個人成績 | 国内大会個人成績 | 国内大会個人成績 | 国内大会個人成績 | 国内大会個人成績 | 国内大会個人成績 | 国内大会個人成績 | 国内大会個人成績 | 国内大会個人成績 | 国内大会個人成績 |
| 年度             | クラブ           | 背番号           | リーグ           | リーグ戦         | リーグ戦         | リーグ杯         | リーグ杯         | オープン杯       | オープン杯       | 期間通算         | 期間通算         |
| 年度             | クラブ           | 背番号           | リーグ           | 出場             | 得点             | 出場             | 得点             | 出場             | 得点             | 出場             | 得点             |
| 日本             | 日本             | 日本             | 日本             | リーグ戦         | リーグ戦         | リーグ杯         | リーグ杯         | 天皇杯           | 天皇杯           | 期間通算         | 期間通算         |
| ---------------- | ---------------- | ---------------- | ---------------- | ---------------- | ---------------- | ---------------- | ---------------- | ---------------- | ---------------- | ---------------- | ---------------- |
| 2007             | 清水             | 31               | J1               | 1                | 0                | 0                | 0                | 0                | 0                | 1                | 0                |
| 2008             | 清水             | 31               | J1               | 0                | 0                | 0                | 0                | 2                | 0                | 2                | 0                |
| 2009             | 清水             | 20               | J1               | 5                | 0                | 2                | 0                | 3                | 1                | 10               | 1                |
| 2010             | 清水             | 20               | J1               | 1                | 0                | 3                | 0                | 2                | 1                | 6                | 1                |
| 2011             | 熊本             | 9                | J2               | 33               | 8                | -                | -                | 1                | 0                | 34               | 8                |
| 2012             | 京都             | 14               | J2               | 14               | 1                | -                | -                | 1                | 0                | 15               | 1                |
| 2013             | 松本             | 20               | J2               | 32               | 3                | -                | -                | 0                | 0                | 32               | 3                |
| 2014             | 清水             | 9                | J1               | 10               | 4                | 2                | 2                | 1                | 0                | 13               | 6                |
| 2015             | 清水             | 9                | J1               | 14               | 1                | 2                | 0                | -                | -                | 16               | 1                |
| 2015             | G大阪            | 20               | J1               | 4                | 2                | -                | -                | 4                | 2                | 8                | 4                |
| 2016             | G大阪            | 20               | J1               | 21               | 9                | 4                | 2                | 2                | 1                | 27               | 12               |
| 2017             | G大阪            | 20               | J1               | 34               | 10               | 4                | 1                | 3                | 1                | 41               | 12               |
| 2018             | G大阪            | 20               | J1               | 14               | 1                | 7                | 7                | 1                | 0                | 22               | 8                |
| 2018             | 神戸             | 50               | J1               | 5                | 1                | -                | -                | -                | -                | 5                | 1                |
| 2019             | 仙台             | 38               | J1               | 31               | 7                | 6                | 3                | 2                | 0                | 39               | 10               |
| 2020             | 仙台             | 20               | J1               | 33               | 9                | 1                | 0                | -                | -                | 34               | 9                |
| 2021             | 大分             | 20               | J1               | 32               | 4                | 2                | 1                | 3                | 1                | 37               | 6                |
| 2022             | 大分             | 20               | J2               | 23               | 8                | 2                | 3                | 0                | 0                | 25               | 11               |
| 2023             | 大分             | 20               | J2               | 22               | 3                | -                | -                | 0                | 0                | 22               | 3                |
| 2024             | 大分             | 93               | J2               | 28               | 6                | 1                | 0                | 0                | 0                | 29               | 6                |
| 2025             | 京都             | 93               | J1               |                  |                  |                  |                  |                  |                  |                  |                  |
| 通算             | 日本             | 日本             | J1               | 205              | 48               | 33               | 16               | 23               | 7                | 261              | 71               |
| 通算             | 日本             | 日本             | J2               | 152              | 29               | 3                | 3                | 2                | 0                | 157              | 32               |
| 総通算           | 総通算           | 総通算           | 総通算           | 357              | 77               | 35               | 20               | 25               | 7                | 418              | 103              |

その他の公式戦
| 2016   | G大23  | 20     | J3     | 1 | 0 | 1 | 0 |
| 通算   | 日本   | 日本   | J3     | 1 | 0 | 1 | 0 |
| 総通算 | 総通算 | 総通算 | 総通算 | 1 | 0 | 1 | 0 |

- 2015年
  - Jリーグチャンピオンシップ - 2試合1得点
- 2016年
  - スーパーカップ - 1試合0得点
- 2022年
  - J1参入プレーオフ - 1試合0得点

| 国際大会個人成績 | 国際大会個人成績 | 国際大会個人成績 | 国際大会個人成績 | 国際大会個人成績 |
| 年度             | クラブ           | 背番号           | 出場             | 得点             |
| AFC              | AFC              | AFC              | ACL              | ACL              |
| ---------------- | ---------------- | ---------------- | ---------------- | ---------------- |
| 2016             | G大阪            | 20               | 4                | 0                |
| 2017             | G大阪            | 20               | 6                | 3                |
| 通算             | AFC              | AFC              | 10               | 3                |

その他の国際大会
- 2017年
  - AFCチャンピオンズリーグ・プレーオフ 1試合1得点

出場歴
- Jリーグ初出場 - 2007年3月17日 J1 第3節 vs柏レイソル（日本平スタジアム）
- 公式戦初得点 - 2009年11月14日 天皇杯4回戦 vsヴァンフォーレ甲府（とりぎんバードスタジアム）
- Jリーグ初得点 - 2011年4月23日 J2 第8節 vsFC岐阜（熊本県民総合運動公園陸上競技場）

## タイトル

### クラブ
清水エスパルスユース
- Jユースカップ：1回（2005年）

ガンバ大阪
- 天皇杯：1回（2015年）

### 個人
- J1・月間MVP（2016年8月）
- J1・月間ベストゴール（2016年8月）
- Jユースカップ・得点王（2005年）